# Gevigney-et-Mercey
Gevigney-et-Mercey là một xã thuộc tỉnh Haute-Saône trong vùng Bourgogne-Franche-Comté phía đông nước Pháp.